# 샬럿 플레어
애슐리 플레어(Ashley Fliehr, 1986년 4월 5일~)은 미국의 여자 프로레슬링선수로, WWE 링네임은 샬럿(Charlotte) 또는 샬럿 플레어(Charlotte Flair)이다. 키는 5 ft 10 in (178cm) tall 에다가 65kg 144lb 이다. 피니쉬는 피겨 에이트(브릿지 피겨 포 레그락), 바우 다운 투 더 퀸/내츄럴 셀렉션(포워드 섬머솔트 커터), 퀸즈 붓(런닝 빅 붓)을 사용한다. 아버지는 릭 플레어고 오빠는 데이비드 플레어고 남동생은 레이드 플레어다.

## 수상
- 퓨드 오브 더 이열 (2016) vs 사샤 뱅크스
- 루크 오브 더 이열 (2014)
- 위민 오브 더 이열 (2016)
- 랭크드 넘버 1 오브 더 탑 50 피멜 레슬링 인 더 PWI 피멜 50 인 2016
- 워스트 퓨드 오브 더 이열 (2015) vs 팀 BAD vs 팀 벨라
- WWE 디바스 챔피언 (1회)
- WWE RAW 위민스 챔피언 (6회)
- WWE 스맥다운 위민스 챔피언 (7회)
- WWE 위민스 태그팀 챔피언 (2회) - 아스카 (1회), 알렉사 블리스 (1회)
- WWE 로얄 럼블 (2020, 2025)
- NXT 위민스 챔피언 토너먼트 (2014)
- NXT 위민스 챔피언 (2회)
- 5대 여성 WWE 트리플 크라운
- 4대 여성 WWE 그랜드 슬래머